# 斯蒂芬妮·李
斯蒂芬妮·李（1993年9月14日—），本名李政娥（： I Jeong Ah），韓國女演員、模特。

## 經歷
斯蒂芬妮·李在以演員的身分出道前，其實已經在模特兒、廣告圈內小有名氣；曾奪下第8屆亞洲模特頒獎典禮廣告模特兒獎與第29屆韓國最佳著裝天鵝獎。而有著178公分高挑的身材、頗具特色亮眼的外貌，走到哪都是大家的焦點，2013年更成為彩妝品牌露得清 (Neutrogena) 亞洲區代言人。
斯蒂芬妮·李早期以模特兒活動為主，2014年參演JTBC電視劇《仙岩女高偵探團》正式成為演員；她在劇中偶爾不計形象的浮誇演出，非常好笑又很可愛，都讓人留下了深刻的印象。
2020年4月遭媒體爆料稱饒舌歌手Loco與史蒂芬妮·李去年年初經友人介紹後交往，所屬社與男方先後表示兩人已分手。

## 演藝作品

### 電視劇
| 年份   | 電視台 | 劇名                 | 角色         | 性質   |
| 2014年 | JTBC   | 《善巖女高偵探團》   | 崔星允       | 女配角 |
| 2015年 | SBS    | 《龍八夷》           | Cynthia      | 女配角 |
| 2016年 | SBS    | 《倒數第二次戀愛》   | 閔智善       | 女配角 |
| 2018年 | MBC    | 《檢法男女》         | Stella Hwang | 女配角 |
| 2018年 | SBS    | 《皇后的品格》       | 吳荷露       | 女配角 |
| 2020年 | MBC    | 《當我最漂亮的時候》 | Amber        | 女配角 |
| 2020年 | tvN    | 《Start-Up》         | 鄭思河       | 女配角 |

### 電影
| 年份   | 片名                   | 角色   | 性質 |
| 2019年 | 《神之一手：鬼手篇》   | 黃善熙 | 配角 |
| 待公布 | 《这必须是个秘密》（비밀일 수밖에） |        |      |

### 固定節目
| 日期                        | 電視台 | 節目名稱          | 備註         |
| 2015年6月14日—7月6日        | JTBC   | 《Colorful Life》 |              |
| 2015年11月11日—12月27日     | JTBC   | 《他人的取向》    | [ 5 ] [ 6 ]  |
| 2015年12月4日—2016年2月26日 | SBS    | 《STAR GRAM》     | 美容時尚節目 |

### MV
| 年份   | 歌手 | 歌曲                                 |
| 2013年 | 2PM  | 《Comeback When You Hear This Song》 |

### 廣告代言
| 年份   | 廣告名稱               | 合作藝人 |
| 2013年 | CJ CGV Cinemas         |          |
| 2013年 | Neutrogena亞洲區代言人 |          |
| 2013年 | Kanu Coffee            | 孔劉     |
| 2015年 | LG V10 Life Style      |          |
| 2016年 | FILA INTIMO內衣廣告    |          |
| 2017年 | LUNA代言人             |          |

### 主持
- 2015年:第十屆亞洲模特頒獎典禮

## 獲獎
- 2013年：第八屆亞洲模特頒獎典禮 ─ 廣告模特兒獎
- 2014年：第二十九屆韓國最佳著裝天鵝獎

## 外部連結
- 斯蒂芬妮·李的Instagram帳戶
- 리 斯蒂芬妮·李在NAVER上的资料